# Шкапово – Тубанкуль
Шкапово – Тубанкуль – газопровід у Башкортостані.
Наприкінці 1950-х почався запуск Шкаповського газопереробного заводу, у комплексі з яким спорудили два газопроводи – більш протяжний Шкапово – Магнітогорськ та короткий Шкапово – Тубанкуль. Останній забезпечив доступ до споруджених у комплексі з Туймазинським газопереробним заводом трубопроводів Туймази – Уфа та Туймази – Урусса. Передбачалось, що за потреби лінія Шкапово – Тубанкуль забезпечуватиме обмін між газопереробними заводами ресурсом, що ще не пройшов підготовки.
Трубопровід довжиною 84 км з діаметром 530 (за іншими даними – 377) мм та робочим тиском 5,5 МПа ввели в дію у 1958 році.